# Pacing (Bangsal)
Pacing is een bestuurslaag in het regentschap Mojokerto van de provincie Oost-Java, Indonesië. Pacing telt 1862 inwoners (volkstelling 2010).